# 997
Anul 997 (CMXCVII) a fost un an al calendarului iulian.

## Nașteri
- Godefroy al III-lea de Lorena, duce al Lorenei Superioare și Inferioare (d. 1069)

## Decese
- 20 august: Conrad I de Suabia, duce de Suabia (din 983), (n. ?)
- Abul Wafa, astronom și matematician persan (n. 940)

- Hadwiga de Suabia, soția lui Burchard al III-lea de Suabia (n. ?)

- Sergiu al III-lea de Neapole, duce de Neapole (din 992), (n. ?)